# Darevskia arribasi
Darevskia arribasi — вид ящірок з родини ящіркових (Lacertidae). Описаний у 2023 році.

## Назва
Вид названо на честь іспанського герпетлога Оскара Аррібаса, який окреслив рід Darevskia.

## Поширення
Ендемік Грузії. Виявлений на околицях озера Ерцо в Південній Осетії.

## Опис
Тіло завдовжки 55-63 мм, не враховуючи хвоста. Забарвлення дорослих самців оливково-салатове, зверху оливково-коричневе; дорослі самиці сіро-коричневі; ювенальне забарвлення кавово-коричневе з синіми та чорними плямами по краю зовнішніх черевних щитків посередині тулуба.